# Hernán Pellerano
Hernán Darío Pellerano (Buenos Aires, 4 de junho de 1984), conhecido por Hernán Pellerano, é um futebolista argentino que joga como zagueiro. Atualmente joga pela San Martín.

## Carreira
Pellerano começou a sua carreira nas categorias de base do Vélez Sársfield e estreou profissionalmente em 2003. Em 2005, veio seu primeiro título como profissional, o Apertura de 2005, onde Pellerano foi titular absoluto da equipe. Na temporada de 2008–09, foi vendido por 3 milhões de euros para o Almería, da Espanha. Voltou ao futebol argentino em 2011, quando foi emprestado ao Newell's Old Boys. Ao fim do empréstimo, Pellerano voltou para o Almería, onde atuou por mais uma temporada antes de acertar com o Tijuana, do México, em 2014. Após um ano no futebol mexicano, votou ao seu clube formador, o Vélez Sársfield.

## Títulos
Vélez Sársfield
- Campeonato Argentino: 2005 Clausura

LDU
- Campeonato Equatoriano: 2018